# Křížová cesta (Vraný)
Křížová cesta ve Vraném na Kladensku se nachází v jihozápadní části obce na zrušeném hřbitově.

## Historie
Křížová cesta je tvořena čtrnácti zděnými výklenkovými kaplemi, zasazenými do ohradní zdi hřbitova. Zastavení byla vybudována ve druhé polovině 18. století. Hřbitov kolem kostela Narození Svatého Jana Křtitele byl zrušen roku 1882.
Křížová cesta je spolu se hřbitovním kostelem chráněna jako nemovitá Kulturní památka České republiky.